# Bound Brook
Bound Brook és una població dels Estats Units a l'estat de Nova Jersey. Segons el cens del 2007 tenia 10.193 habitants.

## Demografia
Segons el cens del 2000, Bound Brook tenia 10.155 habitants, 3.615 habitatges, i 2.461 famílies. La densitat de població era de 2.292,9 habitants/km².
Dels 3.615 habitatges en un 31% hi vivien nens de menys de 18 anys, en un 49,1% hi vivien parelles casades, en un 11,9% dones solteres, i en un 31,9% no eren unitats familiars. En el 23,1% dels habitatges hi vivien persones soles el 9,2% de les quals corresponia a persones de 65 anys o més que vivien soles. El nombre mitjà de persones vivint en cada habitatge era de 2,81 i el nombre mitjà de persones que vivien en cada família era de 3,21.
Per edats la població es repartia de la següent manera: un 21,7% tenia menys de 18 anys, un 10,6% entre 18 i 24, un 36,2% entre 25 i 44, un 18,9% de 45 a 60 i un 12,5% 65 anys o més.
L'edat mediana era de 34 anys. Per cada 100 dones de 18 o més anys hi havia 106,7 homes.
La renda mediana per habitatge era de 46.858 $ i la renda mediana per família de 51.346 $. Els homes tenien una renda mediana de 32.226 $ mentre que les dones 28.192 $. La renda per capita de la població era de 22.395 $. Aproximadament el 6,9% de les famílies i el 10,9% de la població estaven per davall del llindar de pobresa.

## Poblacions més properes
El següent diagrama mostra les poblacions més properes.